# División de Nashik
Nashik (en maratí: नाशिक विभाग) es una de las seis divisiones administrativas del estado de Maharastra en la India. 

## Distritos
La división se encuentra a su vez subdividida en cinco distritos según la tabla siguiente;
| Distrito   | Capital    | Superficie (km²) | Habitantes (2011) | Densidad (hab./km²) |
| ---------- | ---------- | ---------------- | ----------------- | ------------------- |
| Nashik     | Nashik     | 15 530           | 6 109 052         | 393,37              |
| Dhule      | Dhule      | 8 063            | 2 048 781         | 254,10              |
| Jalgaon    | Jalgaon    | 11 765           | 4 224 442         | 359,07              |
| Ahmednagar | Ahmednagar | 17 413           | 4 543 083         | 260,90              |
| Nandurbar  | Nandurbar  | 5 035            | 1 646 177         | 326,95              |

## Estadísticas
- Superficie: 57 806 km²
- Superficie bajo riego: 8 060 km²
- Población (censo 2011) : 18 571 535[1]